# Stelis quadrifida
Stelis quadrifida là một loài thực vật có hoa trong họ Lan. Loài này được (Lex.) Solano & Soto Arenas mô tả khoa học đầu tiên năm 2002.

## Hình ảnh

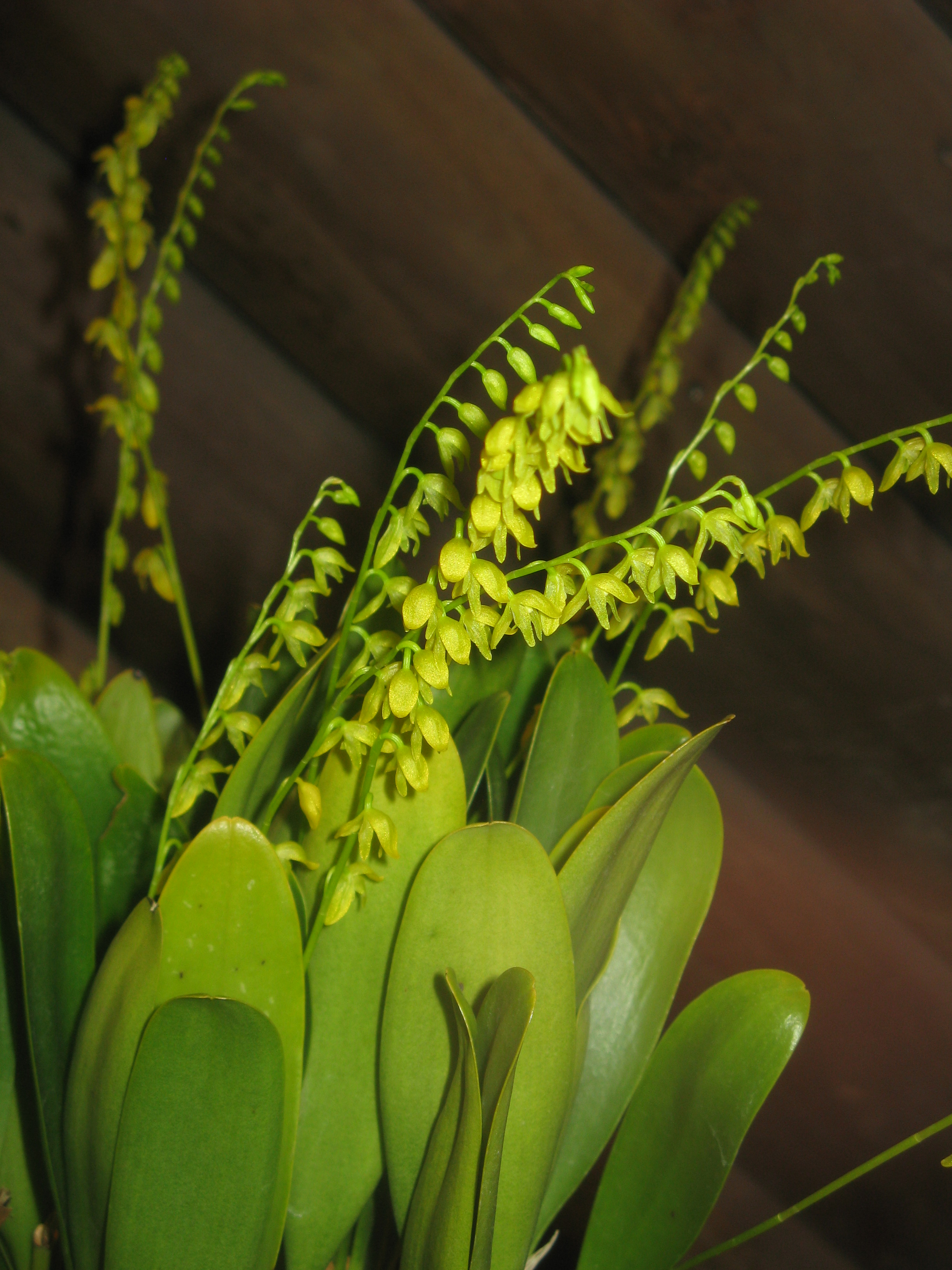